# Берга (Кифхойзер)
Берга (нем. Berga) — община в Германии, в земле Саксония-Анхальт.
Входит в состав района Зангерхаузен. Подчиняется управлению Фервальтунгсгемайншафт Гольдене Ауэ (Заксен-Анхальт). Население составляет 1753 человека (на 31 декабря 2010 года). Занимает площадь 25,67 км².
Коммуна подразделяется на 3 сельских округа.